# Dicranophragma (Dicranophragma) formosum
Dicranophragma (Dicranophragma) formosum is een tweevleugelige uit de familie steltmuggen (Limoniidae). De soort komt voor in het Palearctisch en Oriëntaals gebied.